# María Dolores Velasco Saavedra
María Dolores Velasco Saavedra (Sevilla, siglo XIX) fue una pintora española.

## Trayectoria
En 1833 era socia facultativa en Bellas Artes de la Sociedad Económica Sevillana. Ese mismo año solicitó de la Real Academia de Bellas Artes de San Fernando de Madrid ser admitida como académica de mérito. Para ello, presentó "un retrato de una mujer", al óleo, un "retrato de Felipe IV", (copia de Velázquez), la "cabeza del Bautista", copia original, la "cabeza de un joven" y un busto en bajorrelieve en cera de "un eclesiástico", el viceprotector Manuel Fernández Varela. Perduran en la Academia el retrato de Felipe IV y la cabeza del Bautista. Se le pidió que ejecutase dentro de la Academia una "Magdalena de medio cuerpo y tamaño del natural". Dicha copia de la Magdalena de Murillo, se conserva en la Academia. Fue nombrada académica de mérito el 25 de agosto de 1833. Este era un título contemplado en los Estatutos de 1757 que podía obtenerse por cada una de las artes, y que dejó de concederse a partir de 1846.
En 1836 María Cristina de Borbón le otorgó una pensión de estudios para que pudiera establecerse en Roma pero, a causa del fallecimiento de su madre, Velasco pidió disfrutarla en Madrid. Le fue concedida bajo el compromiso de presentar a la Academia los trabajos que fuera creando. La solicitud la había realizado en 1833 pero aunque fue recibida favorablemente, el ministerio de la Gobernación en 1836, se ratificó en su opinión de tres años antes afirmando que, si la Reina la quería pensionar, que lo hiciese pero no con los fondos de las pensiones a Roma -que se ganaban por oposición- sino con los destinados "al fomento de las artes y estímulo particular de sus profesores a cargo de la Contaduría del Ministerio". Por lo tanto, le fue concedida una pensión por dos años con el sueldo de 8000 reales. Le fue prorrogada una vez.
Tomó parte en la Exposición de la Academia de San Fernando en Madrid en 1842 con el grupo en barro del Rapto de Deyanira.
En 1848 seguía copiando obras de la Academia. En la exposición del Liceo Artístico y Literario de Madrid en 1849 presentó un retrato de fray Gerundio y un frutero, además de diversas copias.
Se desconoce el año de su muerte. 